# کابیلدو (شیلی)
کابیلدو (به اسپانیایی: Cabildo) یک شهرستان در شیلی است که در پتورکا واقع شده‌است. کابیلدو ۱٬۴۵۵٫۳ کیلومتر مربع مساحت و ۱۹٬۳۱۵ نفر جمعیت دارد و ۱۷۶ متر بالاتر از سطح دریا واقع شده‌است.